# Jeffrey N. Williams
Jeffrey Nels Williams, född 18 januari 1958 i Superior, Wisconsin, är en amerikansk astronaut uttagen i astronautgrupp 16 den 5 december 1996.

## Rymdfärder
- STS-101
- Sojuz TMA-8, Expedition 13
- Sojuz TMA-16, Expedition 21/22
- Sojuz TMA-20M, Expedition 47/48